# Josef Hušbauer
Josef Hušbauer (* 16. März 1990 in Prag, Tschechoslowakei) ist ein tschechischer Fußballspieler. Er ist tschechischer Nationalspieler.

## Vereinskarriere
Hušbauer spielte zunächst in der Saison 2007/08 beim Zweitligisten FC Vysočina Jihlava, für den er in acht Spielen insgesamt 403 Minuten auf dem Platz stand. In der Saison 2008/09 spielte er für den FK Viktoria Žižkov, mit dem er aus der ersten tschechischen Liga abstieg, im Folgejahr war er auf Leihbasis für den Erstligisten 1. FK Příbram aktiv. Nachdem er die Saison 2010/11 bei Baník Ostrava verbracht hatte, wechselte er zurück zu seinem Jugendverein Sparta Prag. 2012 stand er mit Sparta im Landespokalfinale, die Partie gegen SK Sigma Olmütz ging allerdings mit 0:1 verloren. In der Saison 2013/14 gewann er mit Sparta das nationale Double aus Meisterschaft und Pokal. Im Pokalfinale gegen Viktoria Pilsen erzielte er in der Nachspielzeit per Handelfmeter den Treffer zum 1:1-Ausgleich, im anschließenden Elfmeterschießen verwandelte er ebenfalls. In der Meisterschaft hatte er derweil 18 Saisontore erzielt und wurde damit Torschützenkönig. 
Im Januar 2015 wurde er an den italienischen Erstligisten Cagliari Calcio verliehen. Nach der Entlassung des dortigen Trainers Gianfranco Zola spielte er aber unter dessen Nachfolger Zdeněk Zeman keine Rolle mehr und kehrte am Saisonende zu Sparta zurück.
In der Winterpause der Saison 2015/16 wechselte er zum Stadtrivalen Slavia Prag, nach Presseberichten soll die Ablösesumme bei 15 Mio. Kronen gelegen haben. Mit Slavia gewann er je zweimal die nationale Meisterschaft sowie den Pokal.
Nach 159 absolvierten Pflichtspielen für Slavia in der Liga, im nationalen sowie im Europapokal, in denen er 30 Tore und 36 Vorlagen beigesteuert hatte, wurde der Tscheche innerhalb der Winterpause 2019/20 bis Saisonende an den deutschen Zweitligisten Dynamo Dresden verliehen.

## Nationalmannschaft
Hušbauer war erstmals 2005 in der Altersstufe U16 tschechischer Auswahlspieler, im April 2006 gewann er mit der Auswahl das internationale U16-Turnier im nordirischen Ballymena. Insgesamt bestritt Hušbauer von 2005 bis 2012 36 Auswahlspiele (fünf Tore) für U-Nationalteams, die Qualifikation für eine Europa- oder Weltmeisterschaftsendrunde auf Juniorenebene gelang allerdings nicht. Im August 2012 debütierte Hušbauer in der tschechischen A-Nationalmannschaft während eines torlosen Unentschiedens in einem Freundschaftsspiel gegen die Auswahl der Ukraine; sein erstes Länderspieltor erzielte er im Mai 2014 bei einem 2:2-Unentschieden gegen Finnland.

## Erfolge
Sparta Prag
- Tschechischer Meister: 2014
- Tschechischer Pokalsieger: 2014

Slavia Prag
- Tschechischer Meister: 2017
- Tschechischer Pokalsieger: 2018

Persönlich
- Torschützenkönig der tschechischen Fußballmeisterschaft: 2013/14 (18 Tore)